# Backa hällristningsområde

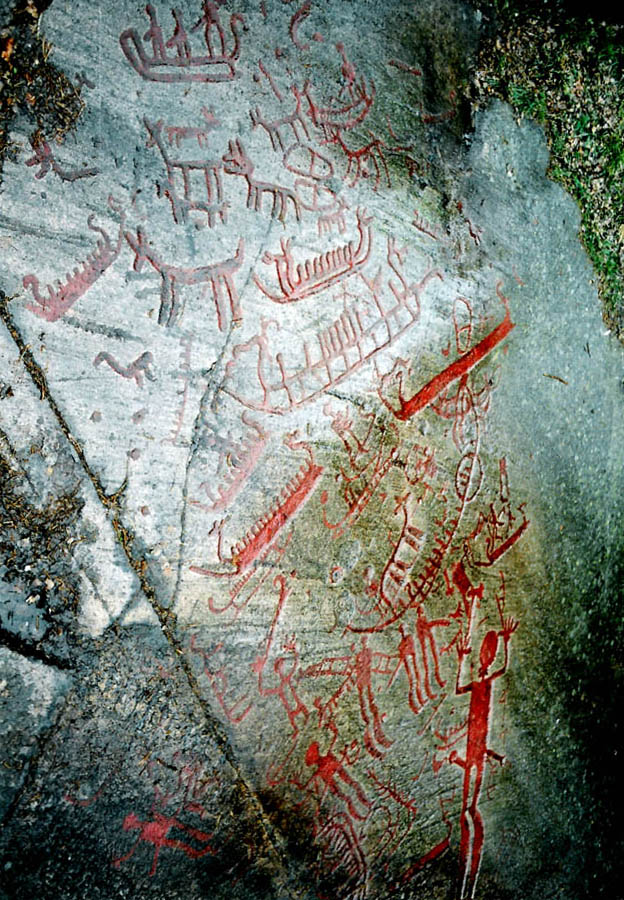
Backa

Backa i Brastads socken i Lysekils kommun är ett av Bohusläns största och märkligaste hällristningsområden, beläget utmed foten av ett långt berg och invid vägen genom byn. Märkligt är att det så till vida att området ligger 43 meter över havet och landhöjning har bara varit 10–15 meter dvs att området har alltid legat långt från havet. Annars är det normala att en hällristning ligger intill vatten, som exempelvis en havsvik. 
Ristningarna är från bronsåldern och består av cirka 600 figurer på 32 ristningsytor på berghällar i ett cirka en kilometer långt område. Motiven utgörs av skepp, vagnar, solsymboler, djur, fotsulor och människor. Den nordligaste och mest kända ristningen är den så kallade Skomakaren, en 1,5 meter lång mansfigur som håller en yxa i sin uppsträckta hand. Skomakaren upptäcktes av en slump, beskrevs och avbildades redan 1627 av den norske lektorn, lagmannen och läkaren Peder Alfssön och blev utgångspunkten för hällristningsforskningen.